# Michail Michailowitsch Golizyn (der Ältere)

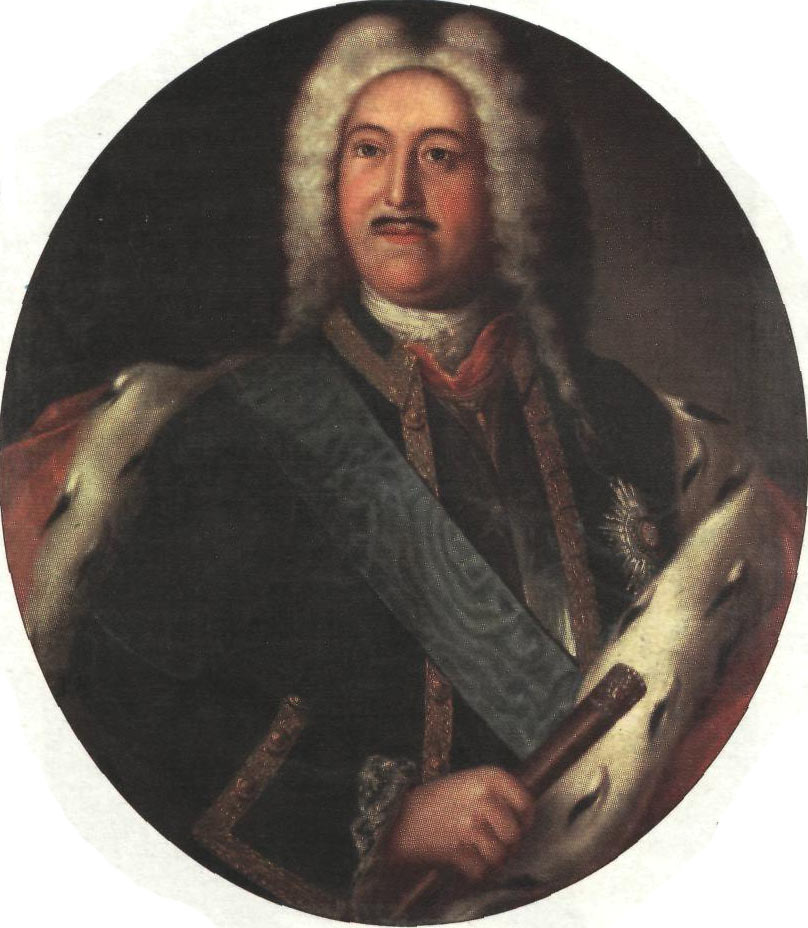
Michail Michailowitsch Golizyn (1675–1730)

Fürst Michail Michailowitsch Golizyn (russisch Михаил Михайлович Голицын; * 1. Novemberjul. / 11. November 1675greg. in Moskau; † 10. Dezemberjul. / 21. Dezember 1730greg. ebenda) war ein russischer Feldmarschall, Berater Peter I., Oberkommandierender der Russischen Flotte in der Seeschlacht von Hanko und Gouverneur Finnlands (1714–1721). Er gehörte zum russischen Fürstengeschlecht Golizyn und erlangte große Berühmtheit im Großen Nordischen Krieg sowie bei der Eroberung Finnlands.

## Leben
Golizyn kam 1675 als Sohn von Fürst Michail Andrejewitsch Golizyn (1639–1687) und seiner Frau Praskowja Nikititschna, geborene Kaftyrjewa, (1645–1715) zur Welt. Er hatte drei Brüder (Dmitri, Peter, Michail der Jüngere) und drei Schwestern (Maria die Ältere, Maria die Jüngere, Sofia). Am Zarenhof versah er schon als Kind die Aufgaben eines Stolniks, eines höheren Haushofmeisters und Hofbeamten, wie es für adlige Familien üblich war. Seinen Dienst in den Streitkräften begann er mit zwölf Jahren als Trommler des Semjonowskoje-Leibgarderegimentes. Der 1694 zum Fähnrich beförderte Golizyn nahm mit seinem Regiment an den Asower Feldzügen (1695 und 1696) Peter I. teil. Aufgrund seiner vorbildlichen militärischen Erfolge wurde er erst zum Leutnant und dann zum Hauptmann befördert. 1698 nahm er an der Niederschlagung des Zweiten Strelizenaufstands unter General Patrick Gordon und Alexei Schein teil.
Golizyn war aktiv am Großen Nordischen Krieg (1700–1721) beteiligt. 1700 kämpfte er um Narva, wo er verwundet wurde. Als Abteilungskommandeur des Semjonowskoje-Leibgarderegiments zeichnete er sich 1702 beim Sturm der Festung Nöteborg aus. Für diese militärische Leistung wurde er mit einer Goldmedaille und Dörfern belohnt sowie zum Oberst befördert. Er war an der Einnahme von Nyenschanz (1703), Narva (1704) und Mitau (1705) beteiligt. 1706 wurde Golizyn zum Generalmajor befördert. Für den glänzenden Sieg über eine schwedische Abteilung am 30. Augustjul. / 10. September 1708greg. beim Dorf Dobro in der Schlacht bei Moljatitschi wurde er von Peter I. mit dem Orden des Heiligen Andreas des Erstberufenen ausgezeichnet. Am 28. Septemberjul. / 9. Oktober 1708greg. hatte Golizyn entscheidenden Anteil an dem Sieg der Russen über die Armee von General Adam Ludwig Lewenhaupt in der Schlacht bei Lesnaja. Peter I., der Augenzeuge des Kampfes gewesen war, beförderte ihn zum Generalleutnant, schenkte ihm sein brillantenbesetztes Porträt und stellte ihm einen Wunsch frei. Golizyn bat den Zaren, dem Generalfeldmarschall Repnin zu vergeben, der nach der verlorenen Schlacht bei Golowtschin am 3. Julijul. / 14. Juli 1708greg. in Ungnade gefallen war und zum Soldaten degradiert wurde. Dem wurde stattgegeben und Repnin rehabilitiert. Golizyn kommandierte die Garde in der Schlacht bei Poltawa und verfolgte mit Generalfeldmarschall Menschikow die fliehenden Schweden. 1710 kämpfte er bei der Belagerung von Wyborg, 1711 verteidigte er die Ukraine vor den Krimtataren und Saporoger Kosaken. Anschließend war er Teilnehmer der Kampagne am Pruth.
Von 1714 bis 1721 war Golizyn Oberkommandierender der Streitkräfte in Finnland. Im Februar 1714 schlug er die Schweden vernichtend in der Schlacht bei Storkyro, wofür er zum Generaloberst befördert wurde. Anschließend nahm er an der Seeschlacht bei Hanko teil und am 27. Julijul. / 7. August 1720greg. errang er als Kommandeur der Russischen Flotte den Sieg über die Schweden in der Seeschlacht bei Grönham. Das besondere Verhältnis von Peter I. zu Golizyn äußerte sich darin, dass außer dem Zaren nur er und Generalfeldmarschall Scheremetew bei den Assembleen Peter I., den Versammlungsbällen zu feierlichen Anlässen, aus dem sogenannten Becher des Großen Adlers trinken durften. Der Schwede Ehrenmalm, ein Zeitgenosse Golyzins, äußerte sich über ihn:

„Er hat besonderen Ruhm durch seine natürliche Intelligenz, seine freundliche Behandlung von untergebenen Offizieren und Soldaten und die Erfahrung im Krieg erlangt. In keiner Situation verlor er seine Geistesgegenwart. Er war auch unternehmenslustig und scheute keine Mühe, um schnell und mit Sorgfalt Aufträge zu erledigen. Er versuchte sowohl mit seiner Kleidung als auch im Leben auszusehen wie ein Soldat...“

Während des Russisch-Persischen Krieges (1722–1723) blieb Golyzin in Russland und befehligte die Truppen in Sankt Petersburg. Von 1723 bis 1728 kommandierte er die Streitkräfte in der Ukraine. Nach dem Tod Peter I. ernannte ihn Katharina I. in Erinnerung an seine Verdienste am 21. Maijul. / 1. Juni 1725greg. zum Generalfeldmarschall. Am 20. Septemberjul. / 1. Oktober 1728greg. wurde Golizyn auf Befehl Peter II. nach Sankt Petersburg gerufen und zum Präsidenten des Militärkollegiums ernannt. Diese Funktion übte er bis 1730 aus. Golizyn war außerdem Senator und Mitglied des Obersten Geheimrates. Der Feldmarschall war politisch naiv und unerfahren, aber er unterstützte in allen Sachverhalten seinen Bruder Dmitri. 1730, dem Jahr der Thronbesteigung von Kaiserin Anna, unterstützte Golizyn die Position
der Autokratiebeschränkung, denn Anna hatte sich bald von den konstitutionellen Beschränkungen des Adels gelöst und zur Alleinherrscherin ausgerufen. Da die Machtbeschränkung der Kaiserin misslang, legte Golizyn alle staatlichen und militärischen Ämter nieder und siedelte nach Moskau um, wo er zurückgezogen lebte. Wahrscheinlich hätte ihn das Schicksal anderer Größen ereilt. Vor Verurteilung, Gefängnis oder lebenslangem Freiheitsentzug bewahrte ihn der plötzliche Tod.

## Familie
Golizyn war zweimal verheiratet und hatte aus beiden Ehen 17 Kinder. 1692 heiratete er Jewdokija Iwanowna, geborene Buturlina (1674–1713). 1716 heiratete er Tatjana Borisowna, geborene Kurakina (1690–1757).

## Auszeichnungen
- Orden des Heiligen Andreas des Erstberufenen